# Hartog Jacob Hamburger
Hartog Jacob Hamburger, född 9 mars 1859 i Alkmaar, död 4 januari 1924 i Groningen, var en nederländsk fysiolog och kemist.
Hamburger blev filosofie doktor 1883, medicine doktor 1888 och professor i fysiologi, histologi och fysiologisk kemi vid universitetet i Groningen 1901. Redan 1883 utförde han en undersökning över blodkroppars förhållande gentemot saltlösningar av olika koncentration, och av hans många senare publicerade avhandlingar berör flertalet medicinska frågor av fysikalisk-kemisk natur, såsom bland annat filtration, osmotiskt tryck, blodkropparnas permeabilitet, tryckets i bukhålan och tarmkanalen inflytande på resorptionen och variationerna i animala vätskors fryspunkt. 
Hamburger kan sägas vara den förste, som införde fysikalisk-kemisk uppfattning och använde denna vetenskaps metoder vid studiet av fysiologiska problem, och han sammanfattade resultaten av sina egna och andras undersökningar inom detta område i sitt stora arbete Osmotischer Druck und Ionenlehre (1902-04).